# Janae Marie Kroc
Janae Marie Kroc, rodným jménem Matt Kroczaleski (* 8. prosince 1972) je americká bývalá profesionální silová trojbojařka a kulturistka, která v roce 2015 podstoupila operativní změnu pohlaví a změnila si jméno na Janae Marie Kroc. Před změnou pohlaví byla powerlifter držitelkou několika světových rekordů v silových disciplínách, pak přenesla své nadání také na kulturistické pódium.